# NGC 14
NGC 14 je galaksija u zviježđu Pegaz.

## Vanjske poveznice
- SEDS: NGC 0014